# Vico Torriani

Vico Torriani cu familia sa (1964)

Vico Torriani, născut Ludovico Oxens Torriani (n. 21 septembrie 1920, Geneva, Geneva, Elveția – d. 25 februarie 1998, Agno⁠(d), Cantonul Ticino, Elveția), a fost un cântăreț, actor și prezentator de televiziune elvețian de origine ticineză, considerat printre vedetele majore ale lumii divertismentului din țara sa.. 
Cântăreț dedicat genurilor pop, șlagăr, folk și operetă, în cariera sa la începutul anilor cincizeci, a vândut peste 20 de milioane de discuri. Multe programe au fost dedicate muzicii sale atât în Elveția, cât și în Germania.

## Biografie
Torriani sa născut fiul unui instructor de călărie și schi și a crescut în St. Moritz și Oberrüti. După școală a învățat să fie patiser, bucătar și mai târziu ospătar. El susținea deja concerte private la vârsta de 15 ani. Mai târziu a lucrat ca hangiu pe cont propriu, inclusiv la Basel, și și-a făcut un nume ca autor de cărți de bucate.
În 1945 a câștigat un concurs de muzică și astfel a început să cânte la King's Bar din Zurich.
După cum a devenit cunoscut abia în 2017, conform documentelor oficiale, Torriani a locuit cu sora sa Sonia ca „Kostkind” (Verdingkind) la o fermă din Oberrüti între 1929 și 1933, adică erau „închiriați” de la părinții lor de către familii mai înstărite, pentru lucru.
Soția lui Torriani, Evelyne Torriani-Güntert (1930-2010), cu care era căsătorit din 1952, provenea din Basel. Cuplul a avut doi copii Nicole și Reto. Torriani a decedat în 1998, la vârsta de 77 de ani. Văduva sa a contrazis informațiile din presă conform cărora a murit ca urmare a cancerului. Mormântul urnei sale se află în cimitirul principal din Lugano.

## Discografie parțială

### Album
- Vico Torriani und seine Lieder (1953)
- Träumereien mit Vico Torriani (1954)
- Singt Evergreens (1956)
- Filmtreffer (1956)
- Bon Soir, Vico! (1957)
- Vicos Goldene Schallplatte (1958)
- Sings All The Big Italian Hits (1959)
- Liebe, Tanz und 1000 Träume (1961)
- Sing mit Vico (1963)
- Mr. Musical - Monsieur Chanson (1965)
- Weihnacht in Europa (1966)
- Vico's Klingende Kochrezepte (1967)
- Lieder aus unserer Heimat (1968; con Lisa Della Casa)
- ...Ganz leise (1976)
- La Pastorella - Lieder der Berge mit Vico Torriani (1976)
- Vico singt für Sie (1977)
- Meine schönsten Advents- & Weihnachtslieder (1978)
- Vico in den Bergen (1980)
- Herzlichkeiten (1982)
- Fröhliches Ständchen (1982)
- Wunderschöne Weihnachtszeit (1986)
- Sonntagmorgen in den Bergen (1987)
- Grüezi, Grüezi Miteinander (1987)
- Zauberwelt der Berge (1990)
- Zähl' die Freunde, nicht die Jahre (1991)
- Zauberlied der Berge (1994)
- La mia bella musica (1997)
- Santa Lucia (postumo; 2003)
- Weißt du noch? (postumo; 2004)

## Filmografie selectivă
- 1952 Der bunte Traum
- 1952 Meine Frau macht Dummheiten
- 1953 Serenada străzii (Straßenserenade), regia Werner Jacobs
- 1954 Chitarele dragostei (Gitarren der Liebe), regia Werner Jacobs
- 1955 Ein Herz voll Musik, regia Robert A. Stemmle
- 1956 Santa Lucia, regia Werner Jacobs
- 1956 Der Fremdenführer von Lissabon, regia Hans Deppe
- 1957 Siebenmal in der Woche, regia Harald Philipp
- 1957 Träume von der Südsee, regia Harald Philipp
- 1958 Der schwarze Blitz, regia Hans Grimm
- 1958 Der Stern von Santa Clara, regia Werner Jacobs
- 1960 O sole mio, regia Paul Martin
- 1961 Robert und Bertram, regia Hans Deppe
- 1962 So toll wie anno dazumal, regia Franz Marischka
- 1962 Muß i denn zum Städtele hinaus, regia Hans Deppe
- 1964 Die ganze Welt ist himmelblau, regia Franz Antel

## Recompense
- 1960 Discul de Aur pentru Kalkutta liegt am Ganges
- 1995 Bambi – Lifetime-Award (împreună cu Caterina Valente și Helmut Zacharias)
- 1995 Premiul de onoare-Walo